# 小川洋
小川 洋（おがわ ひろし、1949年5月17日 - 2021年11月2日）は、日本の通産・経産官僚、政治家。特許庁長官、知的財産戦略推進事務局長、内閣広報官、福岡県知事（公選第17・18・19代）を歴任した。

## 概要
福岡県福岡市早良区出身。福岡市立西新小学校、福岡市立百道中学校、福岡県立修猷館高等学校を経て、1973年京都大学法学部卒業後、通商産業省に入省。同期入省には、経済産業事務次官の望月晴文、後に同じく特許庁長官となった鈴木隆史らがいる。
特許庁長官をもって退官。2007年11月に福田内閣で内閣広報官に就任。麻生内閣、政権交代後の鳩山内閣、菅内閣でも引き続き務めた。
2011年2月11日、同年4月10日執行の福岡県知事選挙への立候補を表明。自由民主党福岡県支部連合会（福岡県連）では県議団会長の藏内勇夫を候補者として内定していたが、麻生太郎らが小川の擁立を求め、現職知事の麻生渡や財界も小川の支援を表明したことで、分裂選挙を避けるため藏内は立候補を断念。その際特定政党の支援は受けず、「県民党」の立場で立候補することも表明。選挙は日本共産党推薦の田村貴昭との一騎打ちとなり、自民党に加えて民主党、公明党、社民党、国民新党、福岡県農政連などの支援を受けた小川が初当選した。就任にあたっては暦の都合上4月22日金曜日に麻生渡から引き継ぎを受け、明けて翌週25日月曜日に就任した。
2019年福岡県知事選挙においては、前回と同様に共産党以外に推薦要望届けを提出し、非共産の与野党統一候補を希望していた。宿泊税を巡る福岡市との対立、JR九州への対応に加えて、自民党による推薦要望届けを出したが立憲民主党と先に政策協定を結ぶなどしたため推薦を受けられなかった。2月1日に「野党の代表みたいに捉える向きが一部である。」と表明し、与野党対立候補に見られてしまうとして立憲民主や社民党など各党へ推薦願取り消しを求めた。2011年の知事選では小川を支援していた麻生は、今回は小川ではなく自民党福岡県連会長の藏内勇夫が推薦した元厚生労働官僚の武内和久を擁立するも、小川は武内に大差をつけ3選し、藏内は自民党福岡県連会長を引責辞任した。
2020年12月11日 - 17日、肺炎のような症状を訴え九州大学病院に検査入院。同月18日に公務に復帰したがその後も症状が改善せず2021年1月20日に九大病院に再度検査入院した。このとき、服部誠太郎副知事を知事の職務代理者として指定した。1週間程度の入院予定だったがせきなどの症状が出たため入院期間を延長。
2月12日の公務復帰を目指していたが、2月9日に服部副知事が会見で小川が「原発性肺腺がん」と診断されたことを発表。小川の入院期間を延長することを明らかにした。
2月10日、知事を辞職する意向を周囲に示したことを西日本新聞が報じた。同月22日、療養に専念するため、辞職願を服部副知事を通じて県議会議長に提出した。3月24日付で辞職。後任の知事選は4月11日に行われ、副知事を辞して立候補した服部誠太郎が当選した。
2021年11月2日11時7分、福岡市東区の九州大学病院で肺腺がんのため死去。72歳没。死没日をもって正四位に叙し、旭日重光章を追贈された。

## 略歴
- 1973年（昭和48年）4月 - 通商産業省入省 (通商局通商政策課)
- 1975年2月 - 大臣官房総務課法令審査委員補佐
- 1979年6月 - 立地公害局立地指導課長補佐
- 1981年7月 - 大臣官房秘書課(米国ハーバード大学国際問題研究所)
- 1982年6月 - 産業政策局産業構造課長補佐
- 1984年6月 - 通商政策局米州大洋州課長補佐
- 1985年5月 - 大臣官房総務課法令審査委員
- 1986年4月 - 資源エネルギー庁総務課長補佐
- 1987年（昭和62年）4月 - 外務省経済協力開発機構日本政府代表部一等書記官
- 1990年（平成2年）
  - 1月 - 同参事官
  - 6月 - 中小企業庁計画部振興課長
- 1991年（平成3年）6月 - 産業政策局消費経済課長
- 1994年（平成6年）7月 - 基礎産業局鉄鋼業務課長
- 1996年（平成8年）7月 - 通産大臣官房企画室長
- 1997年（平成9年）7月 - 産業政策局商政課長
- 1998年（平成10年）6月 - 資源エネルギー庁長官官房総務課長
- 1999年（平成11年）9月 - 近畿通商産業局長
- 2001年（平成13年）1月 - 内閣官房内閣審議官（内閣官房副長官補付）
- 2002年（平成14年）6月 - 食品安全委員会（仮称）設立等準備室長に併任
- 2003年（平成15年）7月 - 産業技術環境局長
- 2004年（平成16年）6月 - 特許庁長官
- 2005年（平成17年）
  - 9月 - 退官
  - 11月 - 三井住友海上火災保険顧問
- 2006年（平成18年）11月 - 内閣官房知的財産戦略推進事務局長
- 2007年（平成19年）11月 - 内閣広報官
- 2010年（平成22年）8月 - 内閣広報官を退任
- 2011年（平成23年）
  - 4月10日 - 福岡県知事選挙に初当選
  - 4月25日 - 福岡県知事に就任
- 2015年（平成27年）4月12日 - 福岡県知事に再選
- 2019年（平成31年）4月7日 ‐ 福岡県知事3選
- 2021年（令和3年）
  - 3月24日 - 福岡県知事辞職
  - 11月2日 - 死去

## 政策
2016年に山口県の朝鮮学校補助金支給停止を受けた質問にて、福岡県は過去に朝鮮学校の北九州市からの二重補助金受領問題以後も補助金を続けることを表明した。
九州への統合型リゾート（IR）誘致をめぐり、九州地方知事会は長崎県の支援を決議したが、小川は北九州市IR推進協議会が要望している北九州市への誘致を念頭に「北九州市でも具体化していけば、幅広に議論してほしい」と述べ、福岡県へのIR誘致の可能性を示唆していた。